# Росс, Джон
Джон Росс (англ. John Ross, 24 июня 1777 г., Инч, Шотландия — 30 августа 1856 г., Лондон) — британский мореплаватель, исследователь Арктики.

## Биография
Джон Росс родился в семье шотландского священника. На службу в Королевский флот поступил в качестве ученика в 9-летнем возрасте. До 1789 года служил в Средиземноморье, затем на Ла-Манше. Отличился в войне с Францией; с 1808 года на Балтийском море. Хорошо зная шведский язык, выполнял поручения по связи между Королевским флотом и военно-морским флотом Швеции. В 1812 году Джону Россу было присвоено звание командора шведского флота.
В 1818 году послан был адмиралтейством на кораблях «Изабелла» и «Александр» для отыскания Северо-западного прохода в Баффинов залив (море Баффина), проследовав по западному берегу Гренландии до 76°54' с. ш., внеся значительные коррективы в его очертаниях на карте, и проник, повернув на юг, в пролив Ланкастер, но дальше не смог идти из-за льдов. Более успешной была экспедиция Росса в 1829—1833 годах на пароходе «Виктория»: она привела к исследованию берегов полуострова Бутия (Боотия), открытию острова Земля короля Уильяма, а также Северного магнитного полюса. Два раза перезимовав в заливе Боотия, он вынужден был оставить корабль и на лодках вернуться в пролив Ланкастер, где экипаж, перезимовав ещё раз, был принят кораблем, высланным ему на помощь. В 1850—1851 годах Росс принимал участие в экспедиции по поиску Джона Франклина. По возвращении из неё он поселился в Шотландии, но умер в Лондоне.
Основные сочинения: «Voyage of discovery for the purpose of exploring Baffin’s Bay» (Лондон, 1819; немецкий перевод — Лейпциг, 1820), «Narrative of a second voyage in search of a North-West Passage» (Лондон, 1834), «A treatise on navigation by steam» (2 издания, Лондон, 1837), «Rear-Admiral sir John Franklin» (там же, 1855).